# Alex Tse
Alex Tse est un scénariste américain, né le 20 mai 1976 à San Francisco. Il est diplômé de l'Emerson College à Boston.

## Filmographie

### Cinéma
Scénariste
- 2005 : La Maison de cire (non crédité)
- 2006 : Sexy Dance (non crédité)
- 2008 : Sexy Dance 2 (non crédité)
- 2009 : Watchmen : Les Gardiens
- 2018 : Superfly de Director X

### Télévision
- 2004 : Sucker Free City (en)
- depuis 2019 : Wu-Tang: An American Saga (série TV)

## Distinctions
Récompenses
- PEN Center USA Award (en)
  - Meilleur scénario 2006 (Sucker Free City (en))

Nominations
- Saturn Award :
  - Saturn Award du meilleur scénario 2010 (Watchmen : Les Gardiens)
- Black Reel Awards :
  - Meilleur scénario pour la télévision 2006 (Sucker Free City (en))